# 이상한 나라의 앨리스 (1951년 영화)
《이상한 나라의 앨리스》(영어: Alice in Wonderland)은 월트 디즈니 피처 애니메이션이 제작한 1951년 미국 만화 영화이다. 월트 디즈니사의 정규 극장판으로는 13번째이며, 해밀턴 러스크, 윌프레드 잭슨이 감독을 맡았다. 1951년 7월 28일 RKO 라디오 픽쳐를 통해 극장에 배급되었다. 1865년에 발표된 이상한 나라의 앨리스를 원작으로 한다.

## 줄거리
잔잔한 강둑에서 앨리스라는 어린 소녀는 언니가 윌리엄 1세의 역사책을 읽어주는 것을 지루해한다. 언니의 수업 중에 앨리스와 다이나는 조끼를 입은 하얀 토끼가 지나가는 것을 보고, 앨리스는 그가 "중요한 약속에 늦었다"며 서둘러 가는 것을 쫓아간다. 앨리스는 그를 따라 토끼굴로 들어가 미궁 속으로 떨어진다. 그녀는 하얀 토끼가 작은 문 안으로 사라지는 것을 보고 따라가려고 하지만, 문에 달린 말하는 손잡이가 신비한 음료와 음식을 사용하여 몸집을 바꾸라고 조언한다. 앨리스는 결국 몸집을 줄여 문 손잡이 구멍을 통해 원더랜드로 들어간다.
그녀는 도도와 트위들디와 트위들덤을 만나 "바다코끼리와 목수" 이야기를 듣는다. 앨리스는 결국 하얀 토끼를 그의 집에서 찾지만, 그가 무엇 때문에 늦었는지 묻기도 전에 장갑을 가져오라는 심부름을 받는다. 그녀는 쿠키를 먹고 다시 거인이 되어 토끼의 집에 갇힌다. 하얀 토끼, 도도, 굴뚝 청소부 빌 더 리자드는 앨리스를 괴물로 여기고 집을 불태울 계획을 세운다. 앨리스는 당근을 먹고 곤충 크기로 줄어들어 탈출한다. 그녀는 말하는 꽃들과 만나 노래를 부르지만, 그들은 앨리스를 잡초라고 비난하며 쫓아낸다. 앨리스는 수담배를 피우는 애벌레에게서 버섯 조각을 먹고 원래 크기로 돌아오라는 지시를 받는다. 앨리스는 남은 버섯 조각을 보관하기로 한다.
앨리스는 체셔 고양이를 만나는데, 그는 앨리스에게 모자 장수, 3월 토끼, 그리고 겨울잠쥐를 방문하라고 조언한다. 세 사람은 이상한 티 파티를 열고 앨리스의 "언버스데이", 즉 그녀의 생일이 아닌 날을 축하한다. 하얀 토끼가 나타나지만, 3월 토끼와 모자 장수가 그의 회중시계를 부수고 파티에서 쫓아낸다. 앨리스는 하얀 토끼를 쫓는 것을 포기하고 집으로 돌아가기로 결심하지만, 털지 숲에서 길을 잃는다. 체셔 고양이가 나타나 앨리스를 폭군인 하트의 여왕과 그녀의 작은 남편인 하트의 왕이 지배하는 거대한 헤지 미로로 이끈다. 하트의 여왕은 자신을 화나게 하는 사람이라면 누구든 처형하며, 앨리스를 플라밍고와 고슴도치를 도구로 사용하는 기묘한 크로케 경기에 초대한다.
체셔 고양이가 다시 나타나 하트의 여왕에게 앨리스가 한 짓이라고 비난하는 속임수를 부리고, 앨리스는 재판에 회부된다. 그러나 그녀는 애벌레의 버섯 잔해를 먹고 엄청난 키로 자라는데, 하트의 왕은 이것이 법정에서 금지되어 있다고 주장한다. 원더랜드에 지친 앨리스는 하트의 여왕에게 노골적으로 모욕을 주다가 정상적인 크기로 줄어들고, 하트의 여왕이 그녀의 처형을 명령하자 도망칠 수밖에 없게 된다.
앨리스는 원더랜드의 대부분의 등장인물들에게 쫓기다가 마침내 문 손잡이와 재회한다. 문 손잡이는 앨리스가 꿈을 꾸고 있었음을 밝히며, 앨리스는 스스로 잠에서 깨어나도록 강요받는다. 마침내 앨리스와 그녀의 언니는 차를 마시러 집으로 향한다.

## 출연

### 주연
- 캐스린 보몽
- 에드 윈
- 리처드 헤이든
- 스테링 할러웨이
- 제리 콜로너
- 버나 펠턴

### 조연
- 팻 오맬리
- 빌 톰슨
- 헤더 안젤
- 조셉 컨스
- 퀴니 레너드
- 도리스 로이드
- 제임스 맥도널드

## 기타
- 원작자: 루이스 캐럴

## 음악
- "Alice in Wonderland"
- "In a World of My Own"
- "I'm Late"
- "The Caucus Race"
- "How Do You Do Shake Hands"
- "The Walrus and the Carpenter"
- "Old Father William"
- "Smoke the Blighter Out"
- "All in the Golden Afternoon"
- "AEIOU"
- "Twas Brillig"
- "The Unbirthday Song"
- "Very Good Advice"
- "Painting the Roses Red"